# Troglohya
Genre
Troglohya est un genre de pseudoscorpions de la famille des Bochicidae.

## Distribution
Les espèces de ce genre sont endémiques du Mexique. Elles se rencontrent dans des grottes.

## Liste des espèces
Selon Pseudoscorpions of the World (version 3.0) :
- Troglohya carranzai Beier, 1956
- Troglohya mitchelli Muchmore, 1973

## Publication originale
- Beier, 1956 : Neue Troglobionte Pseudoscorpione aus Mexico. Ciencia, México, vol. 16, no 4/6, p. 81-85 (texte intégral).